# Minuartia baldaccii
Minuartia baldaccii är en nejlikväxtart. Minuartia baldaccii ingår i släktet nörlar, och familjen nejlikväxter.

## Underarter
Arten delas in i följande underarter:
- M. b. baldaccii
- M. b. doerfleri
- M. b. skutariensis